# Adam Boqvist
Adam Boqvist, född 15 augusti 2000 i Falun, är en svensk professionell ishockeyspelare (back) som spelar för Columbus Blue Jackets i NHL. 
Boqvist är uppvuxen i Hedemora. Han har tidigare spelat på NHL-nivå för Chicago Blackhawks och på lägre nivåer för Rockford Icehogs i AHL, London Knights i OHL, Almtuna IS i Hockeyallsvenskan och Brynäs IF i SHL.  
Hans moderklubb är Hedemora SK. 

## Klubblagskarriär

### NHL

#### Chicago Blackhawks
Boqvist valdes som 8:e spelare i NHL-draften 2018 av Chicago Blackhawks.
Han skrev på ett treårigt entry level-kontrakt med Blackhawks den 1 juli 2018.

## Privatliv
Adam Boqvist är yngre bror till ishockeyspelaren Jesper Boqvist.